# Yannick Adde
Yannick Adde, né le 8 septembre 1969 au Langon, est un skipper français.

## Biographie
Il participe à l'épreuve de Star des Jeux olympiques d'été de 1992 avec Patrick Haegeli ; les Français terminent à la dix-huitième place.
Il est médaillé de bronze en Star aux Championnats du monde de 2002 avec Xavier Rohart. Il arrête en juin 2003 en raison de problèmes de santé